# Chibi-Robo!: Park Patrol
Chibi-Robo!: Park Patrol, conocido en Japón como Sakasete! Chibi-Robo! (咲かせて!ちびロボ!, "Make It Bloom! Little-Robo!"), es un videojuego para la Nintendo DS desarrollado por Skip Ltd. y publicado por Nintendo. Es la secuela del original Chibi-Robo! para la GameCube.
Chibi-Robo! Park Patrol se desarrolla casi enteramente al aire libre, y pone al jugador en el papel del personaje titular Chibi-Robo, un robot de 10 cm (4 pulgadas) con la tarea de revitalizar un parque. El jugador lo hace al cultivar semillas en flores regándolas con un chorro de agua y esparciendo más semillas haciendo que las flores dancen usando un minúsculo radiocasete. El jugador también puede alterar el terreno, construir y reparar varias estructuras, visitar la ciudad anexa al parque, y defender el parque de los nocivos Smoglings, trozos de contaminación que pueden matar las flores.

## Jugabilidad
Aunque los elementos clave del primer juego todavía están intactos en este juego (como la pérdida de vatios por caminar y realizar acciones), hay un montón de nuevas características, como el hecho de que el juego se lleva a cabo al aire libre casi todo el tiempo. Hay muchas herramientas para usar, algunas de ellas regresan del primer juego, pero la mayoría son nuevas, como la caja de la pluma y los cortapapeles. También hay nuevos medios de transporte llamados Chibi-Rides, que son vehículos como carretas y bicicletas en los que se puede montar.
El juego tiene dos áreas principales: el parque y la ciudad. El parque es donde se pasará la mayor parte del tiempo. El jugador riega los brotes con su jeringuilla de agua, y crecen muy rápidamente en flores blancas o flores de colores. Si son blancas, se puede usar el radiocasete para hacerlas cambiar de color y esparcir semillas. El radiocasete no funciona con flores de colores. Para usar el radiocasete, selecciónelo en el inventario junto a flores blancas. Aparecerá una rueda en la pantalla cuando la seleccione. Gira la rueda a un ritmo moderado para tocar una melodía pegadiza. No lo gire demasiado rápido o muy despacio. Al final de cada melodía, hay una clasificación que califica tu ritmo de 0-100. Si obtienes una clasificación por debajo de 70, no ocurrirá nada. Si obtienes una clasificación de 70 en adelante, la flor cambiará a un color diferente y esparcirá semillas al área circundante. Si el jugador hace crecer 30 flores en un área, el área se convertirá de suelo fértil en espacios verdes. En los espacios verdes, usted no puede plantar más flores en el área, a menos que pierda una flor en esa área. Las plantas no pueden crecer en la arena.
En la ciudad parte del juego, hay una tienda de flores, una hamburguesa conjunta llamada Monkey Burger, y un callejón donde pasar el rato con sus amigos. En la floristería, usted puede cortar flores del parque y dar al empleado para ganar muchos puntos felices. Se puede recoger puntos felices haciendo buenas acciones como plantar flores o derrotar smoglings. También hay una flor especial del día que si le das uno a él, triplicará los puntos felices. No hay mucho que hacer en Monkey Burger, pero puedes aprender nuevas canciones de baile de un mono de juguete si le das una hamburguesa de mono. Alrededor de la ciudad hay cajas y basura que a veces se llenan de dulces y cartuchos. También hay un cruce peatonal entre el parque y el pueblo y una alcantarilla que conecta la calle más cercana al parque con el callejón.
Entre el parque y el pueblo se encuentra la Chibi-House. La mayoría de las características del juego antiguo están incluidas en este juego como la recarga y el Chibi-PC. Pero todavía hay algunas diferencias como Telly Vision siendo reemplazado por un robot conectado a la pared llamado Chet. Hay un lector que lee los cartuchos que recoges y añade minijuegos y utilidades a la tienda para que puedas ponerlos en tu parque. El Chibi-PC tiene más características que desde el primer juego, incluyendo una sección de proyectos de parque donde les pides a tus amigos que hagan los proyectos que quieres que hagan. Puedes meterte con el timón, la altura, los caminos y los ríos. También hay un pronóstico de smogling donde usted puede comprobar cuántos smoglings o smogglobs van a estar en su parque.
Los enemigos del juego se llaman smoglings. Ennegrecen tus flores, haciendo que se marchiten al anochecer. Los derrotas chorreando con agua hasta que estallan, rociando agua y soltando una semilla. Usted puede evitar que los Smoglings aparezcan por los agujeros en el suelo de los que salen hasta que los agujeros se encogen a nada... Los Smoglings también pueden reaccionar a los alimentos como los dulces si usted les da algunos. Los Smogglobs son versiones gigantescas de los Smoglings y transforman las flores en flores negras cuando las pisa y en flores de miasmo cuando liberan humo. Las flores de Miasmo todavía se marchitan al atardecer, pero puedes cambiarlas de nuevo chorreándolas o caminando sobre ellas. Para derrotar a un Smogglob, necesitas derribarlo con un vehículo y chorrearlo hasta que explote. soltando varias yemas y rociando agua de una manera similar a la de los Smoglings.

## Desarrollo
Chibi-Robo! Park Patrol fue desarrollado por Skip Ltd., la misma empresa responsable del Chibi-Robo! original de Nintendo GameCube. Sin embargo, Park Patrol fue diseñado por un departamento independiente dirigido por uno de los directores del primer juego, Hiroshi Moriyama. Su codirector para ese título, Kenichi Nishi, no participó en la creación de Park Patrol. El productor de Nintendo, Kensuke Tanabe, pidió al equipo que desarrollara un atractivo juego con un enfoque diferente al original de Chibi-Robo. La característica del jardín del juego original se conservó, Tanabe enfatizó: «Les estoy pidiendo que intenten establecer un sistema de juego donde el énfasis del juego esté en la libertad y la jugabilidad agradable, más que en los eventos de juego».
Park Patrol se anunció por primera vez en el E3 de 2006. El juego fue posteriormente lanzado en Japón el 5 de julio de 2007. Tras los rumores de su cancelación en Norteamérica, Nintendo anunció que el juego se había retrasado durante el desarrollo, retrasando su lanzamiento del 24 de septiembre de 2007 al 2 de octubre de 2007. El juego se lanzó inicialmente en Norteamérica como una exclusiva de Walmart debido a la supuesta "fuerte programa ambiental de la compañía y campaña de donaciones sociales". Para promocionar el juego, Nintendo of America repartió paquetes de semillas a 500 personas seleccionadas al azar que se registraron en el sitio web de la compañía. El juego no fue anunciado para su lanzamiento en Europa, aunque Australasia vio un lanzamiento de PAL a principios de 2008.

## Recepción
Recepción crítica para Chibi-Robo!: Park Patrol fue generalmente positiva, con algunas críticas mixtas. El juego actualmente tiene una calificación GameRankings de 76,76% basado en 17 comentarios y una calificación en Metacritic de 78 sobre 100 basado en 14 comentarios. X-Play dijo que "le faltaba el inmenso mundo abierto y la variedad de juego que el original Chibi-Robo! tenía". También dijeron que el juego era repetitivo y tenía terribles efectos de sonido, pero alabaron los gráficos y el encanto del juego. GameSpot citó que tenía "un uso innovador de la pantalla táctil, minijuegos divertidos y un gran elenco de personajes, pero había lento ritmo de juego y los minijuegos habría sido genial para multijugador".
Según Media Create, Chibi-Robo! Park Patrol entró en las listas de ventas japonesas en el número dos, vendiendo más de 45 000 unidades. A la semana siguiente se vendieron 26 905 copias adicionales. A finales de 2007, el juego vendió 160.376 copias en Japón. Gamasutra declaró que la Chibi-Robo!: Park Patrol aparentemente no le fue tan bien comercialmente en Norteamérica debido a su lanzamiento limitado. El sitio web lo clasificó como el quinto juego más pasado por alto de 2007. Chibi-Robo!: Park Patrol fue seguido por un tercer juego de la serie, Okaeri! Chibi-Robo! Happy Richie Ōsōji!, publicado exclusivamente en Japón en 2009. Este juego tiene una premisa similar a la original Chibi-Robo!